# Trzebież

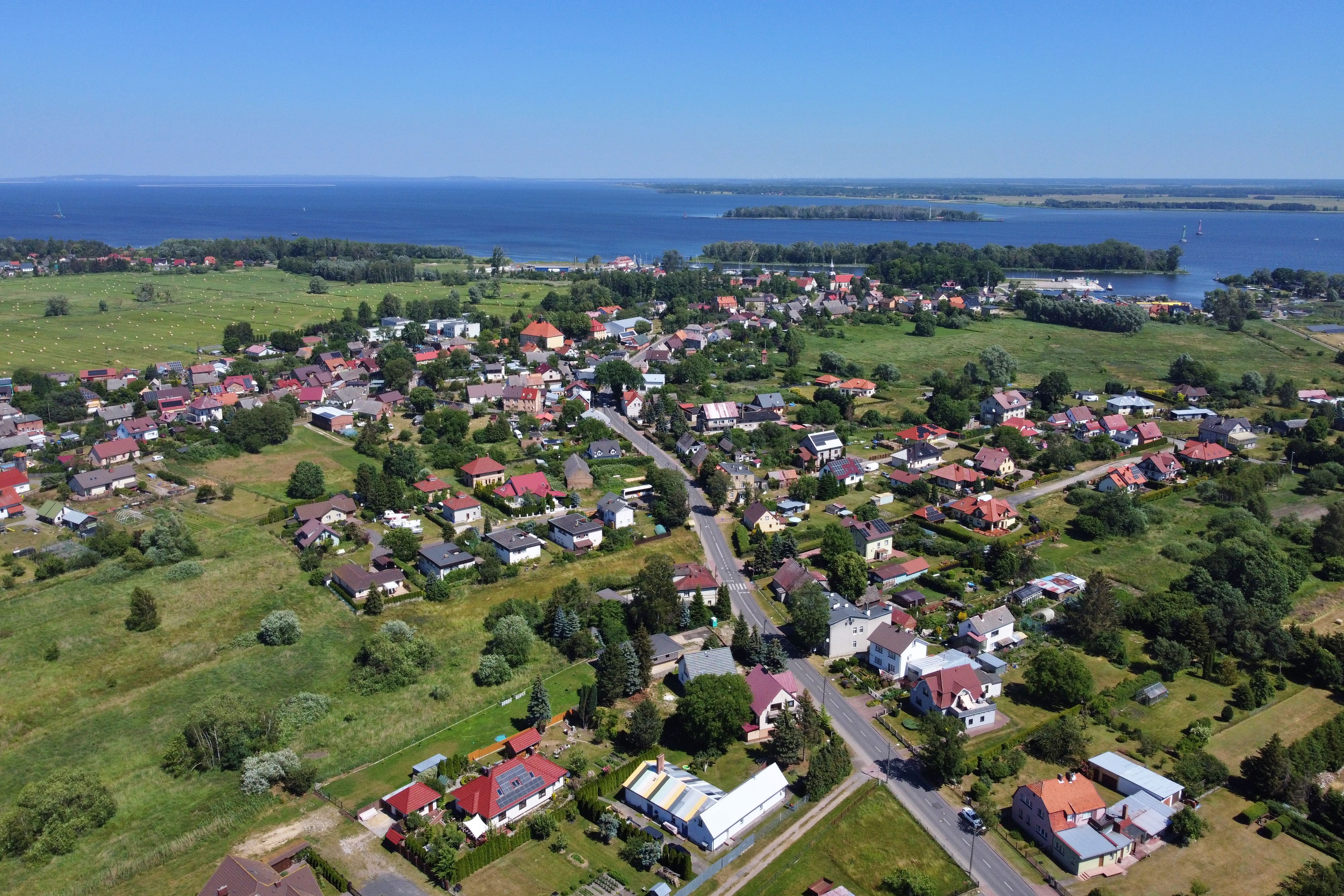
Trzebież von Süden aus gesehen

Trzebież (deutsch Ziegenort) ist ein Dorf in der polnischen Woiwodschaft Westpommern. Der Ort bildet ein Schulzenamt in der Gmina Police (Stadt- und Landgemeinde Pölitz) im Powiat Policki (Pölitzer Kreis).

## Geographische Lage
Die Stadt  liegt im östlichen Vorpommern an der Westseite der Mündung der Oder in das Stettiner Haff und an der Grenze der Ueckermünder Heide, etwa 35 Kilometer nördlich von Stettin.

## Geschichte
Der Ort wurde 1280 durch Herzog Bogislaw IV. von Pommern dem Stettiner Bürger Gottfried von Breslau im Tausch gegen das Dorf Stepenitz und weitere Besitzungen verliehen. 1328 kam Ziegenort in den Besitz des Chorherrenstifts Jasenitz.
Der damalige Ortsname Zegenhort ist abgeleitet von Zege (hochdeutsch Ziege), einer früher im Haff häufig vorkommenden Fischart.
Im Laufe des 18. Jahrhunderts wurde die Schifffahrt ein wichtiger Wirtschaftszweig von Ziegenort. Im Hafen aus dem 18. Jahrhundert wurde vor allem Holz aus der Ueckermünder Heide verschifft. Regelmäßige Dampfschiffsverbindungen nach Stettin bestanden ab 1860. Im Jahre 1864 hatten 31 Segelschiffe ihren Heimathafen in Ziegenort.
Um das Jahr 1930 hatte die Gemarkung der Gemeinde Ziegenort eine Flächengröße von 8,5 km², und auf dem Gemeindegebiet standen zusammen 358 Wohnhäuser an drei verschiedenen Wohnorten:
1. Forsthaus Herzberg
2. Forsthaus Neu Ziegenort
3. Ziegenort

Im Jahr 1925 wurden in der Gemeinde Ziegenort 2.382 Einwohner, darunter 15 Katholiken und zehn Juden, gezählt, die auf 668 Haushaltungen verteilt waren.
Ziegenort bildete vor 1945 eine Landgemeinde im Landkreis Ueckermünde im Regierungsbezirk Stettin der Provinz Pommern.
Nach Ende des Zweiten Weltkriegs wurde Ziegenort 1945 als Teil des sogenannten Stettiner Zipfels der Volksrepublik Polen zur Verwaltung unterstellt.  In der Folgezeit wurde fast die gesamte einheimische Bevölkerung vertrieben oder später zwangsausgesiedelt und durch polnische Zuwanderer ersetzt.

### Demographie
| Jahr | Einwohnerzahl | Anmerkungen                                                                    |
| ---- | ------------- | ------------------------------------------------------------------------------ |
| 1862 | 1923          | davon 1.404 in Groß Ziegenort, darunter neun Juden, und 519 in Klein Ziegenort |
| 1910 | 1889          | ohne den Forstgutsbezirk mit 30 Einwohnern                                     |
| 1925 | 2382          | darunter 15 Katholiken und zehn Juden                                          |
| 1933 | 2338          | [ 5 ]                                                                          |
| 1939 | 2669          | [ 5 ]                                                                          |

## Klima

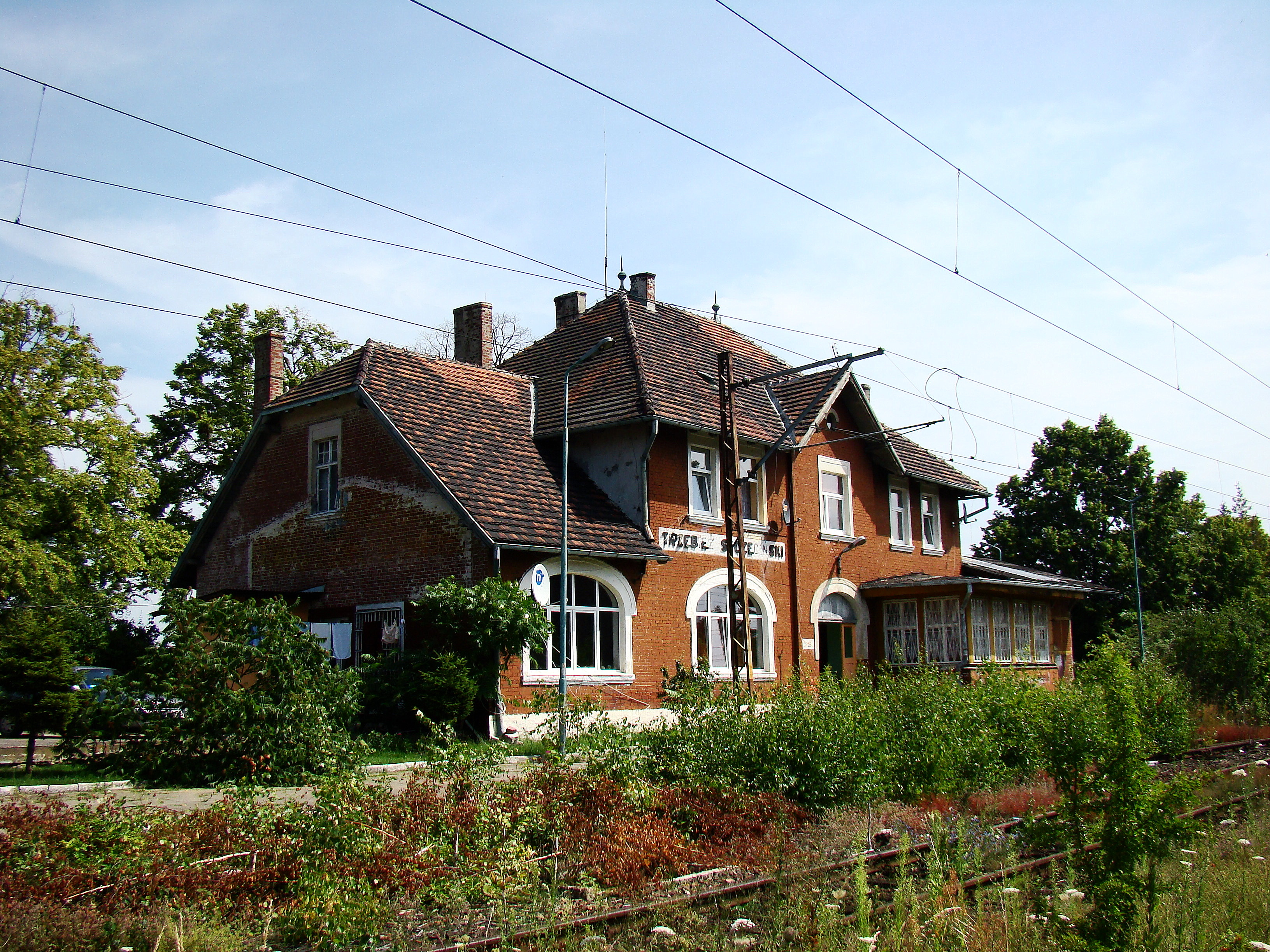
Bahnhofsgebäude

|                        | Jan  | Feb  | Mär  | Apr  | Mai  | Jun  | Jul  | Aug  | Sep  | Okt  | Nov  | Dez  |   |       |
| Mittl. Temperatur (°C) | −1,0 | −0,3 | 2,8  | 6,9  | 12,3 | 15,8 | 17,2 | 16,8 | 13,3 | 9,1  | 4,4  | 0,9  | ⌀ | 8,2   |
| Mittl. Tagesmax. (°C)  | 1,2  | 2,5  | 6,4  | 11,0 | 16,8 | 20,0 | 21,3 | 21,2 | 17,7 | 12,7 | 6,7  | 3,0  | ⌀ | 11,8  |
| Mittl. Tagesmin. (°C)  | −3,7 | −3,1 | −0,5 | 2,8  | 7,4  | 11,0 | 12,6 | 12,3 | 9,3  | 5,8  | 1,8  | −1,6 | ⌀ | 4,5   |
|                        |      |      |      |      |      |      |      |      |      |      |      |      |   |       |
| Niederschlag (mm)      | 36,0 | 24,3 | 33,4 | 35,5 | 50,5 | 56,7 | 58,2 | 54,6 | 48,0 | 39,5 | 49,0 | 43,1 | Σ | 528,8 |
|                        |      |      |      |      |      |      |      |      |      |      |      |      |   |       |
| Regentage (d)          | 8,8  | 6,2  | 8,5  | 8,2  | 9,0  | 9,0  | 8,9  | 8,1  | 8,7  | 7,9  | 10,4 | 10,4 | Σ | 104,1 |

| −3,7 |

| −3,1 |

| −0,5 |

| 2,8 |

| 7,4 |

| 11,0 |

| 12,6 |

| 12,3 |

| 9,3 |

| 5,8 |

| 1,8 |

| −1,6 |

| −3,7 |

| −3,1 |

| −0,5 |

| 2,8 |

| 7,4 |

| 11,0 |

| 12,6 |

| 12,3 |

| 9,3 |

| 5,8 |

| 1,8 |

| −1,6 |

| N i e d e r s c h l a g | 36,0 | 24,3 | 33,4 | 35,5 | 50,5 | 56,7 | 58,2 | 54,6 | 48,0 | 39,5 | 49,0 | 43,1 |
|                         | Jan  | Feb  | Mär  | Apr  | Mai  | Jun  | Jul  | Aug  | Sep  | Okt  | Nov  | Dez  |

## Verkehr
Von 1910 an bestand eine Bahnverbindung nach Jasenitz und weiter nach Stettin. Der Personenverkehr wurde auf dieser Linie 2002 aufgegeben.

## Sehenswürdigkeiten

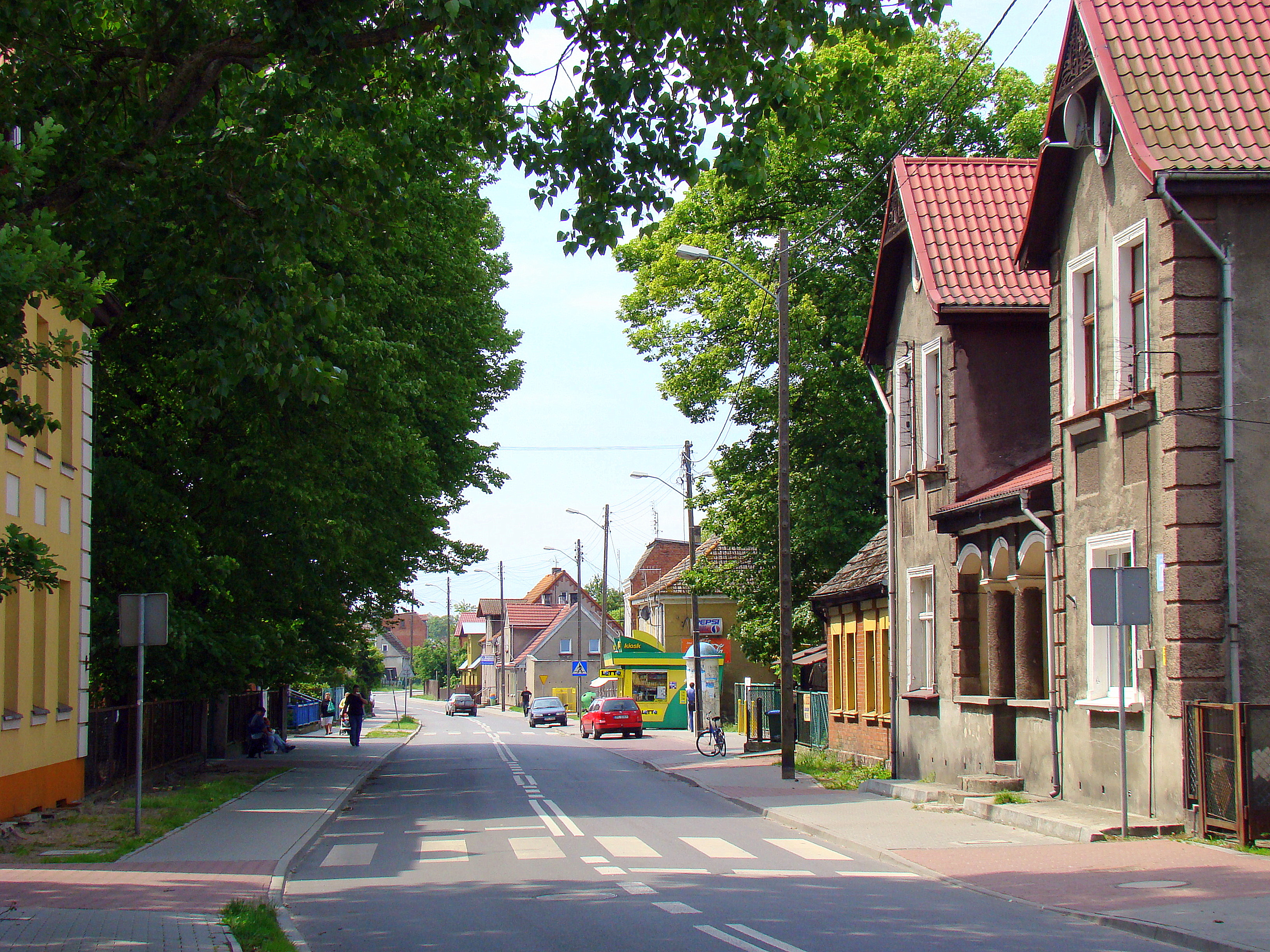
Ortsbild 2009

Sehenswürdigkeiten sind neben der Kirche das Pfarrhaus und das Kapitänshaus. Es gibt einen Strand am Stettiner Haff.

## Einrichtungen
Im Dorf befindet sich das Zentrale Bildungszentrum des Segelns (Centralny Ośrodek Żeglarstwa Polskiego Związku Żeglarskiego im. Andrzeja Benesza).

## Kirche

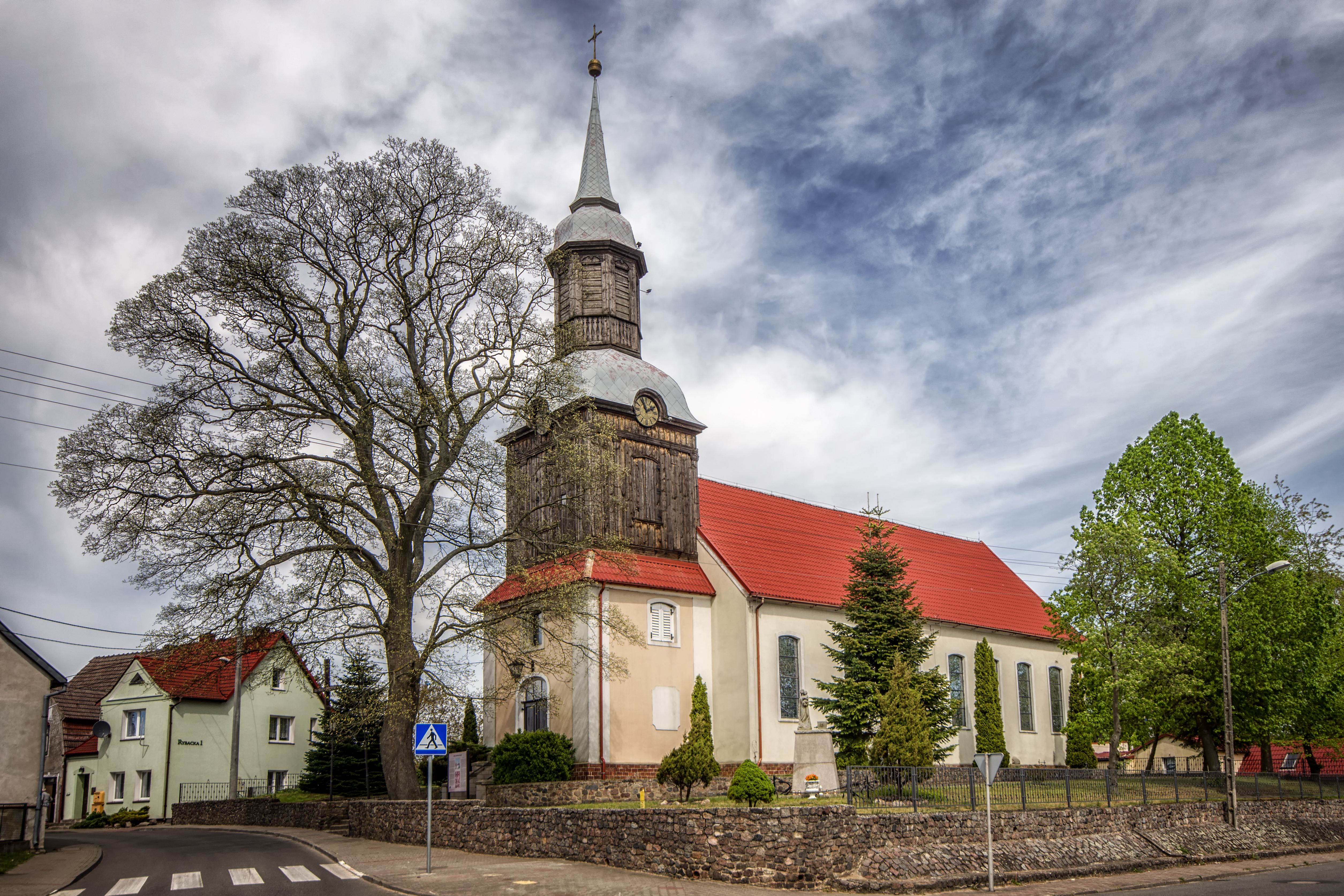
Kirche der Erhöhung des Heiligen Kreuzes

### Pfarrkirche
Die heutige römisch-katholische Kirche der Erhöhung des Heiligen Kreuzes in Trzebież ist ein barocker Putzbau mit einem Turm mit Fachwerkobergeschoss aus dem 18. Jahrhundert. Eine frühere Wetterfahne trug die Jahreszahl 1745. Altar und Kanzel sind, wie in der Ueckermünder Heide verbreitet, miteinander verbunden. Bis 1945 war die Kirche evangelisches Gotteshaus, das dann zugunsten der Katholischen Kirche in Polen enteignet wurde.

### Kirchengemeinde
Vor 1945 war der überwiegende Teil der Ziegenorter Bevölkerung evangelischer Konfession. Der Ort war seit alters her Pfarrsitz. Zum Kirchspiel Ziegenort (bis ins 20. Jahrhundert Groß Ziegenort genannt) gehörten zu Beginn des 20. Jahrhunderts die Filialgemeinden Königsfelde (heute polnisch: Niekłończyca) und Althagen (Brzózki) und die Dörfer Wilhelmsdorf (Uniemyśl), Hammer (Drogeredz) und Karpin (Karpin). 1940 gehörten zum Kirchspiel Ziegenort 4109 Gemeindeglieder, von denen 2361 zur Kirchengemeinde Ziegenort, 1428 zur Kirchengemeinde Königsfelde und 320 zur Kirchengemeinde Althagen gehörten.
Vor 1945 lag Ziegenort im Kirchenkreis Ueckermünde im Westsprengel der Kirchenprovinz Pommern der Kirche der Altpreußischen Union.
Seit 1945 leben überwiegend römisch-katholische Einwohner in Trzebież, deren Pfarrei zum Dekanat Police im Erzbistum Stettin-Cammin gehört. Evangelische Kirchenglieder sind dem Pfarramt in Stettin (Trinitatiskirche, ehemals Gertrudenkirche) in der Diözese Breslau der Evangelisch-Augsburgischen Kirche in Polen zugeordnet.

### Pfarrer bis 1945
Seit der Reformation amtierten in Ziegenort bis 1945 als evangelische Geistliche:
1. Zachäus Müller, 1617
2. David Kellermann, 1633
3. Martinus Kamensky, bis 1669
4. Andreas Stenzeler, bis 1707
5. Johann Friedrich Simonis, 1708–1717
6. Johann Hassert, 1717–1726
7. Martin Friedrich Dreist, 1727–1759
8. Johann Heinrich Jordan, 1759–1797
9. Gottlieb Andreas Knüppius, 1797–1820
10. Friedrich Gotthold Fürgang, 1821–1830
11. Karl Eduard Theodor Purgold, 1831–1871
12. Ludwig Martin Schenck, 1872–1890
13. Oskar Wilhelm Ludwig Lastowsky, 1891–1915
14. Paul Thilo, 1915–1936
15. Wolfram von Roon, 1936–1939
16. Oskar Kohls, 1939–1945

## Belege
1. ↑  Główny Urząd Statystyczny, Online-Abfrage als Excel-Datei: Portret miejscowości statystycznych w gminie Police (powiat policki, województwo zachodniopomorskie) w 2013 r. Fortschreibung des Zensus 2011 (polnisch, abgerufen am 21,01,2016)
2. 1 2 3  Gunthard Stübs und Pommersche Forschungsgemeinschaft: Die Gemeinde Ziegenort im ehemaligen Kreis Ueckermünde in Pommern (Memento des Originals vom 18. August 2012 im Internet Archive)  Info: Der Archivlink wurde automatisch eingesetzt und noch nicht geprüft. Bitte prüfe Original- und Archivlink gemäß Anleitung und entferne dann diesen Hinweis. (2011)
3. ↑   Heinrich Berghaus: Landbuch des Herzogthums Pommern und des Fürstenthums Rügen. Teil II, Band 1, Anklam 1865, S. 1056–1061
4. ↑  Ziegenort – Meyers Gazetteer (1912)
5. 1 2  Michael Rademacher: Ueckermuende. Online-Material zur Dissertation, Osnabrück 2006. In: eirenicon.com.